# Adontosternarchus
Adontosternarchus é uma gênero de peixe de água doce amazônico genericamente chamado de ituí, não se deve confundir com peixe-faca-fantasma.

## Espécies
São descritas as seguintes espécies no gênero Adontosternarchus:
- Adontosternarchus balaenops
- Adontosternarchus clarkae
- Adontosternarchus devenanzii
- Adontosternarchus duartei
- Adontosternarchus nebulosus
- Adontosternarchus sachsi